# Halticoptera poreia
Halticoptera poreia is een vliesvleugelig insect uit de familie Pteromalidae. De wetenschappelijke naam is voor het eerst geldig gepubliceerd in 1848 door Walker.